# Stasimopus longipalpis
Stasimopus longipalpis är en spindelart som beskrevs av Hewitt 1917. Stasimopus longipalpis ingår i släktet Stasimopus och familjen Ctenizidae. Inga underarter finns listade i Catalogue of Life.